# Hoya kerrii
Hoya kerrii är en oleanderväxtart som beskrevs av William Grant Craib. Hoya kerrii ingår i släktet Hoya och familjen oleanderväxter. Inga underarter finns listade i Catalogue of Life.